# Opération Uphold Democracy
L'opération Uphold Democracy est une intervention militaire des États-Unis, de la Pologne et de l'Argentine mais sous commandement américain. Elle visait à supprimer le régime militaire installé par le coup d'État de 1991 en Haïti qui avait renversé le président élu Jean-Bertrand Aristide. L'opération qui eut lieu entre le 19 septembre 1994 et le 31 mars 1995 a été autorisée par la résolution 940 du Conseil de sécurité des Nations unies.
Durant l'année 1994, aiguillonnée par le problème des boat people haïtiens refoulés sur la base américaine de Guantanamo dont le nombre s'accroit jusqu'à 14 000 au mois d'août, par Jean-Bertrand Aristide qui remet en question le traité autorisant ce traitement des réfugiés, interpellée par des forces politiques comme le Caucus noir du Congrès, ou par la grève de la faim de Randall Robinson en avril, et faisant face à l'inefficacité des sanctions économiques, l'administration Clinton étudie et négocie avec la communauté internationale les conditions d'une action militaire à Haïti. On aboutit ainsi le 31 juillet à la résolution 940 du conseil de sécurité qui autorise une force multinationale à intervenir militairement,.
Le 16 septembre, Jimmy Carter, Colin Powell et Sam Nunn sont envoyés en Haïti pour proposer aux membres de la junte de quitter le pays. Le 18 septembre, Raoul Cédras accepte, ce qui aboutira à son départ pour le Panama le 13 octobre. La force multinationale, composée d'Américains et de soldats de 19 autres pays, débarque en Haïti à partir du 19 septembre. À part un combat qui fait 10 morts haïtiens au Cap-Haitien, le déploiement se fait sans résistance. Aristide rentre au pays le 15 octobre.